# Trimmatom zapotes
Trimmatom zapotes är en fiskart som beskrevs av Winterbottom, 1989. Trimmatom zapotes ingår i släktet Trimmatom och familjen smörbultsfiskar. Inga underarter finns listade i Catalogue of Life.